# Andro Carvalho
Andro Carvalho (1980, Santiago de Cuba) é um artista e produtor musical, filho de mãe cubana e pai angolano, mais conhecido pelo nome artístico Conductor. 

## Percurso
Nasceu em Cuba mas foi em Angola, nomeadamente na Ingombotas (Luanda) que passou a infância. Em 1995, devido à guerra civil que assolava o país, o pai decidiu que Andro devia voltar para Santiago de Cuba. Três anos depois voltou para Luanda. Na altura, a frequentar o ensino secundário, queria enveredar pela medicina mas um estágio num hospital angolano acabou por levar-lo a desistir desse sonho. "Em dois meses vi morrer umas 800 pessoas por cenas estúpidas. Medicina ficou fora de questão", disse em entrevista à revista Notícias Magazine .
Com o objectivo de fazer a faculdade, mudou-se para Lisboa em 1998 e já activo no mundo da música tornou-se presente em créditos de vários discos como NGA, Terrakota e MCK.
Foi também na década de 1990, enquanto estudava no Colégio Elisângela Filomena, em Luanda, que conheceu o rapper e ativista Luaty Beirão, com quem viria a fundar, em 2002, o Conjunto Ngonguenha, juntamente com Leonardo Wawuti e Keita Mayanda .
Em 2006, Kalaf Epalanga, que fazia parte do 1-Uik Project, com João Branko Barbosa e Rui Pité, convidou Conductor para juntar-se ao projeto. Dava-se assim início aos Buraka Som Sistema, a banda popularizada por misturar sonoridades eletrónicas ao Kuduro . 
Atualmente, o produtor tem trabalhado em projetos musicais que vão passando pelo Mo'Kubico, a produtora que fundou já desde a altura do Conjunto Ngonguenha. Por lá, já passaram nomes conhecidos dentro das sonoridades urbanas da lusofonia, como Força Suprema, Wet Bed Gang, Valete, Cali John, Bispo, Sara Tavares, Capicua, as angolanas Eva Rap Diva e Pongo ou a cabo-verdiana Nitry  .

## Prémios
Nos MTV Europe Music Awards 2007, com os Buraka Som Sistema, Conductor foi nomeado a Melhor Artista Português. Prémio que viriam a vencer um ano depois. Ainda nos MTV Europe Music Awards 2008, o grupo esteve nomeado para Melhor Artista Europeu.
Também com os Buraka Som Sistema, em 2009, Andro Carvalho recebeu um Globo de Ouro, na categoria Grupo do Ano.

## Curiosidades
Foi um dos principais produtores do álbum Serviço Público, de Valete .
Produziu o primeiro álbum do rapper e ativista angolano MCK, Trincheira de Ideias (2001), e que misturou pela primeira vez sons tradicionais angolanos e hip hop.